# Viktor Sanejev
Viktor Danilovitj Sanejev (ryska: Виктор Данилович Санеев), född 3 oktober 1945 i Suchumi, Georgiska SSR, död 3 januari 2022 i Sydney, Australien, var en georgisk trestegshoppare som tävlade för Sovjetunionen. Han tillhörde de mest framgångsrika inom sin sport genom tiderna. 
Han tog OS-guld i Mexico City 1968, München 1972 och Montréal 1976 samt OS-silver i Moskva 1980. Dessutom tog Sanejev två EM-guld (1969 och 1974) samt sex EM-titlar inomhus. Han förbättrade också världsrekordet två gånger, till 17,39 m 1968 och 17,44 m 1972.